# Флоресская совка
Флоре́сская со́вка (лат. Otus alfredi) — вид птиц рода совки семейства совиных. Эндемична для западной части индонезийского острова Флорес.

## Описание
Длина тела 19—21 см. Длина крыльев от 13,7 до 16 см, длина хвоста около 8 см. Брови беловатые. Маленькие круглые ушки с перьями красновато-коричневые. На лбу видны мелкие белые волнистые линии. Верхняя часть однотонная, тёмно-красновато-коричневая, без полос и полос на голенище. На воротнике сзади видны маленькие белые треугольники. Наружные флаги плечевых перьев белые и покрыты крупными коричневыми пятнами. Хвост распущен. Нижняя сторона грязно-белая. Грудь иногда имеет красновато-коричневый оттенок и показывает бледные, тонкие, тёмные волны с красновато-коричневыми полосами. Глаза жёлтые, вуаль лица розовая, клюв оранжево-жёлтый, пальцы ног тускло-жёлтые, когти жёлтовато-рогового цвета без тёмных кончиков. Молодые птицы почти одноцветные, светло-красновато-коричневые с нечёткой полосой, но имеют более выраженные хвостовые полосы, по сравнению со взрослыми особями.
До 1994 года считалось, что данный вид вымер, или описан ошибочно. В настоящее время численность флоресской совки оценивают в 250—2500 особей. Численность уменьшается из-за постоянной вырубки лесов на острове. Об образе жизни флоресской совки ничего не известно. Предполагают, что она размножается в дуплах.